# The Incredible Jimmy Smith at Club "Baby Grand", Wilmington, Delaware (Blue Note BLP 1529)
| Recensione | Giudizio |
| ---------- | -------- |
| AllMusic   | [ 1 ]    |

The Incredible Jimmy Smith at Club "Baby Grand", Wilmington, Delaware (viene anche indicato spesso con l'aggiunta di Volume 2, pur non essendo presente in copertina) è un album discografico Live dell'organista jazz statunitense Jimmy Smith (l'album è a nome The Incredible Jimmy Smith), pubblicato dalla casa discografica Blue Note Records nel 1957.

## Tracce

### LP
Lato A
1. Caravan – 10:18 (Irving Mills, Juan Tizol, Duke Ellington)
2. Love Is a Many Splendored Thing – 10:46 (Paul Francis Webster, Sammy Fain)

Lato B
1. Get Happy – 7:27 (Ted Koehler, Harold Arlen)
2. It's All Right with Me – 11:53 (Cole Porter)

## Musicisti
- Jimmy Smith - organo
- Thornel Schwartz - chitarra
- Donald Bailey - batteria

Note aggiuntive
- Alfred Lion - produttore
- Rudy Van Gelder - ingegnere delle registrazioni
- Francis Wolff - foto copertina album originale
- Reid K. Miles - design copertina album originale
- Leonard Feather - note retrocopertina album originale[2]